# Brixner Dom

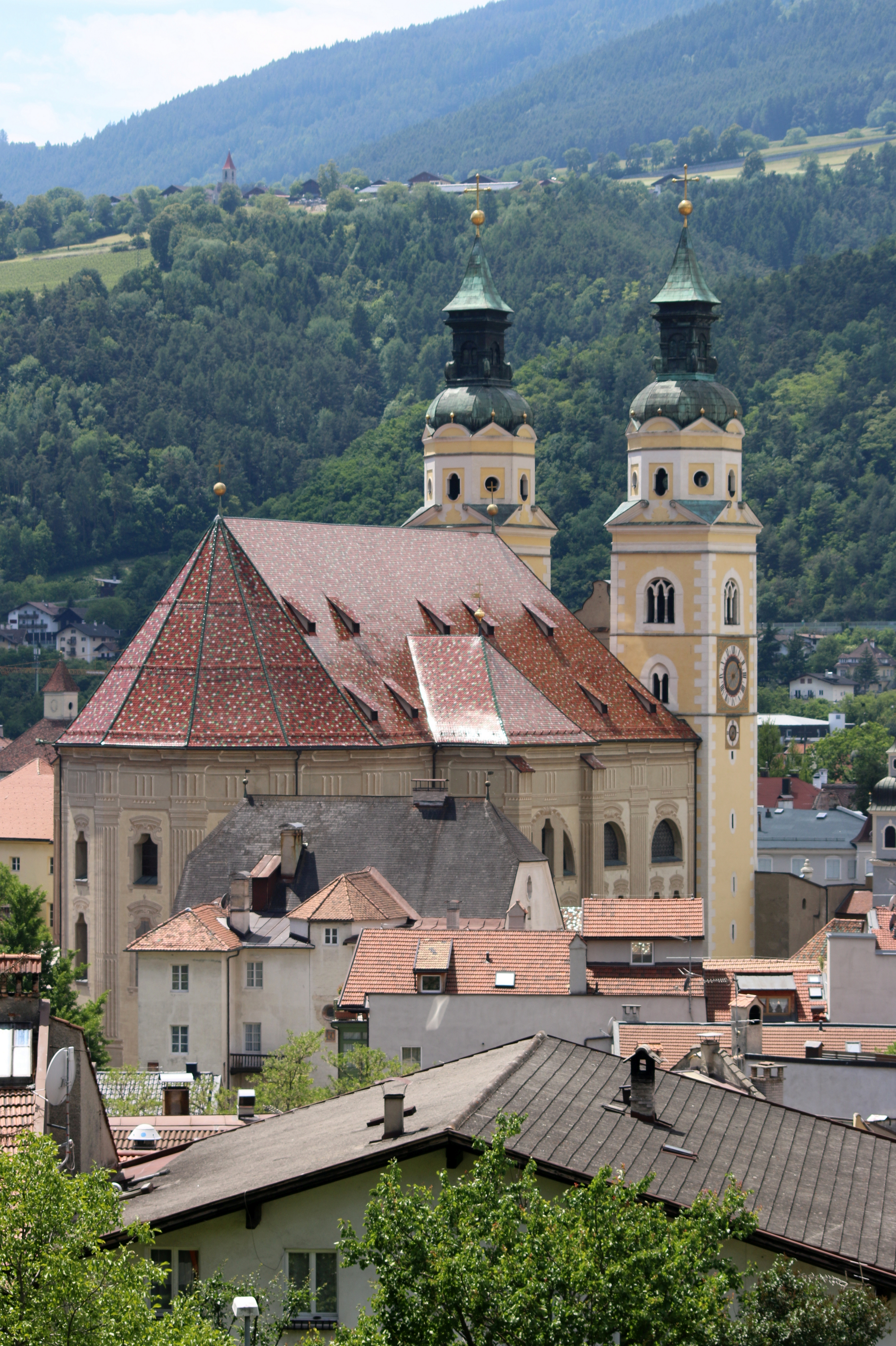
Dom zu Brixen von Nordosten

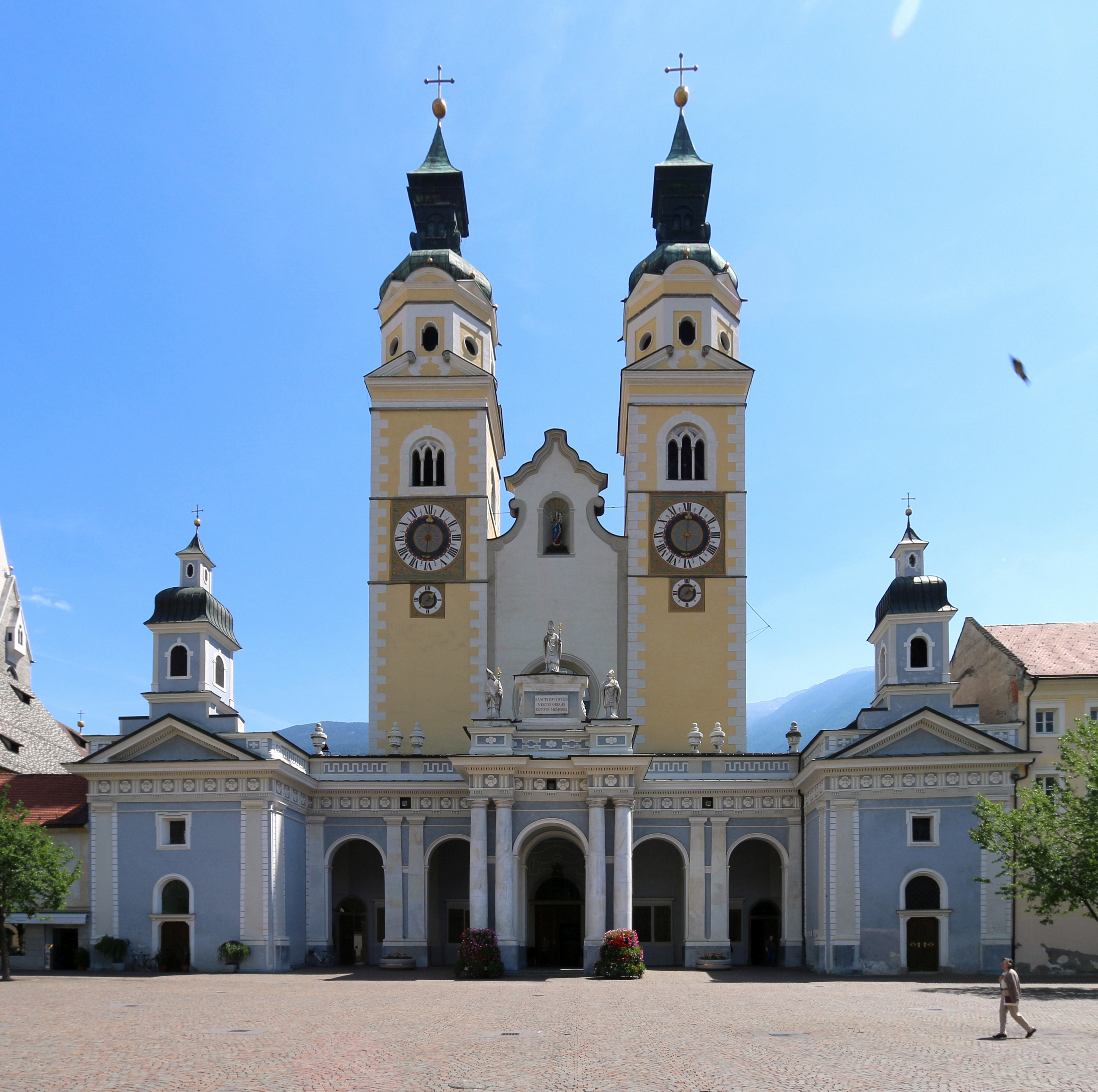
Fassade zum Domplatz

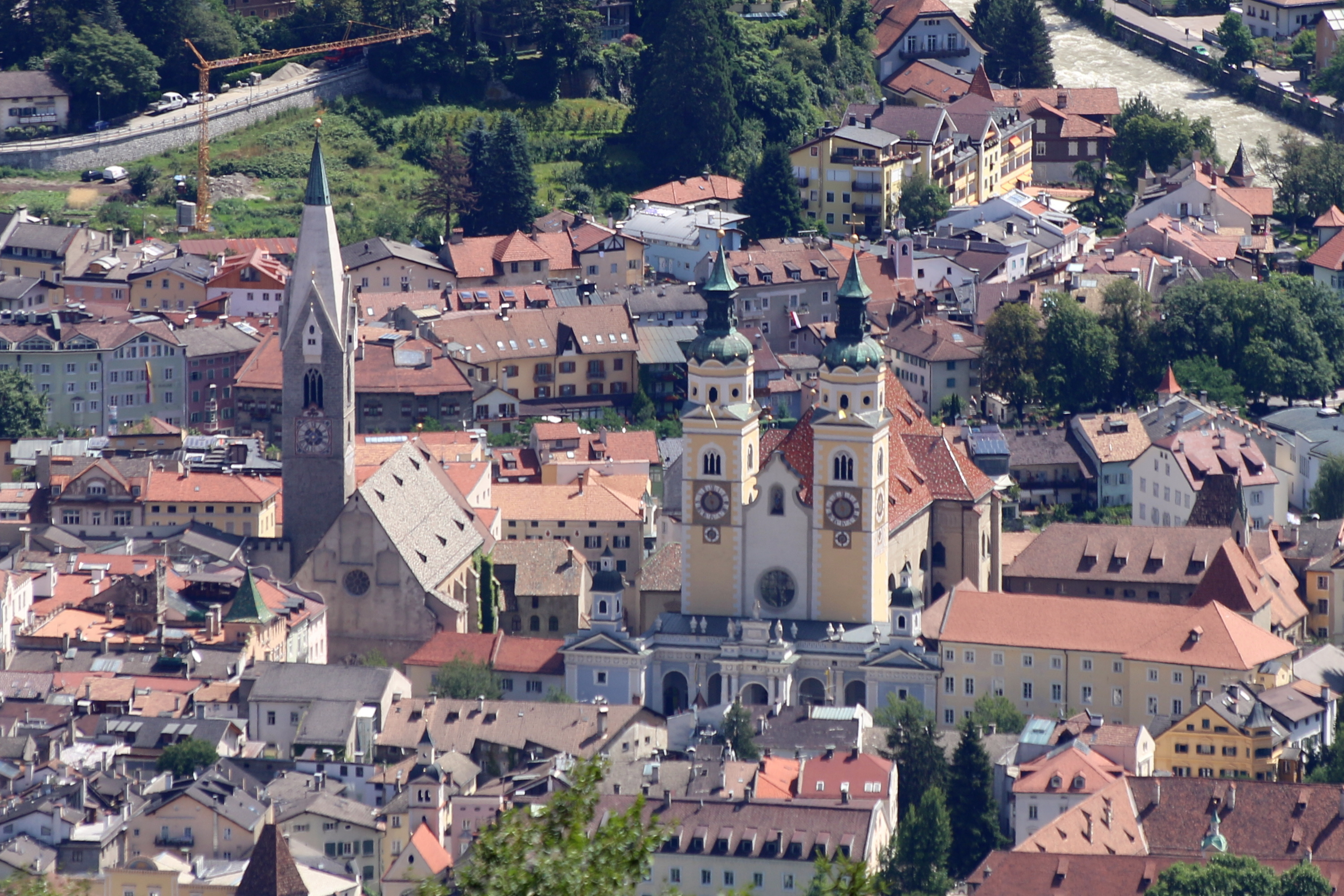
Blick auf den Dombezirk von der westlichen Brixner Talflanke

Der Dom Mariae Aufnahme in den Himmel und St. Kassian ist der größte Sakralbau der Südtiroler Stadt Brixen und Bischofskirche der römisch-katholischen Diözese Bozen-Brixen. Der Dom trägt die Titel Kathedrale und Basilica minor und steht unter dem Patrozinium von Mariä Himmelfahrt und des heiligen Kassian. Zusammen mit umliegenden Baulichkeiten, darunter dem Domkreuzgang, der Johanneskapelle sowie der Frauenkirche, ist er Bestandteil des Brixner Dombezirks.
Der Wohnsitz des Bischofs war schon bald nach Gründung der Stadt von Säben nach Brixen verlegt worden, von wo aus er das ehemals einflussreiche Fürstbistum Brixen regierte. 1964 wurde der Bischofssitz nach Bozen verlegt, die dortige Stadtpfarrkirche Maria Himmelfahrt fungiert seither als Konkathedrale. Dennoch sind die Kathedra des Bischofs und das Domkapitel weiterhin in Brixen beheimatet, wodurch der Brixner Dom den Platz der ranghöchsten Kirche der Diözese einnimmt. Auch sind die ersten drei Bischöfe von Bozen-Brixen (Joseph Gargitter, Wilhelm Egger und Karl Golser) hier beigesetzt.

## Geschichte
Der älteste Vorgängerbau war eine Münsteranlage aus ottonischer Zeit mit einer dreischiffigen Doppelchorkirche (Symbol von Papst- und Kaisertum), die vermutlich mit einer flachen Holzdecke ausgestattet war. Die Anlage war noch vor der Verlegung des Bischofssitzes von Säben nach Brixen, die um 990 stattfand, vollendet worden. Der Ostchor der Kirche war den Heiligen Petrus und Ingenuin (Bischof von Säben um 600) geweiht und verfügte über eine St.-Martins-Krypta, der Westchor mit einer St.-Nikolaus-Krypta war dem Heiligen Stefan geweiht. Nach dem Ende des Investiturstreites entsprach die Doppelchorkirche dem Sinne der religiösen Reformen nicht mehr. Bischof Hartmann (1140–1164) ließ den Westchor deshalb abbrechen und an seiner Stelle zwei Fassadentürme errichten.

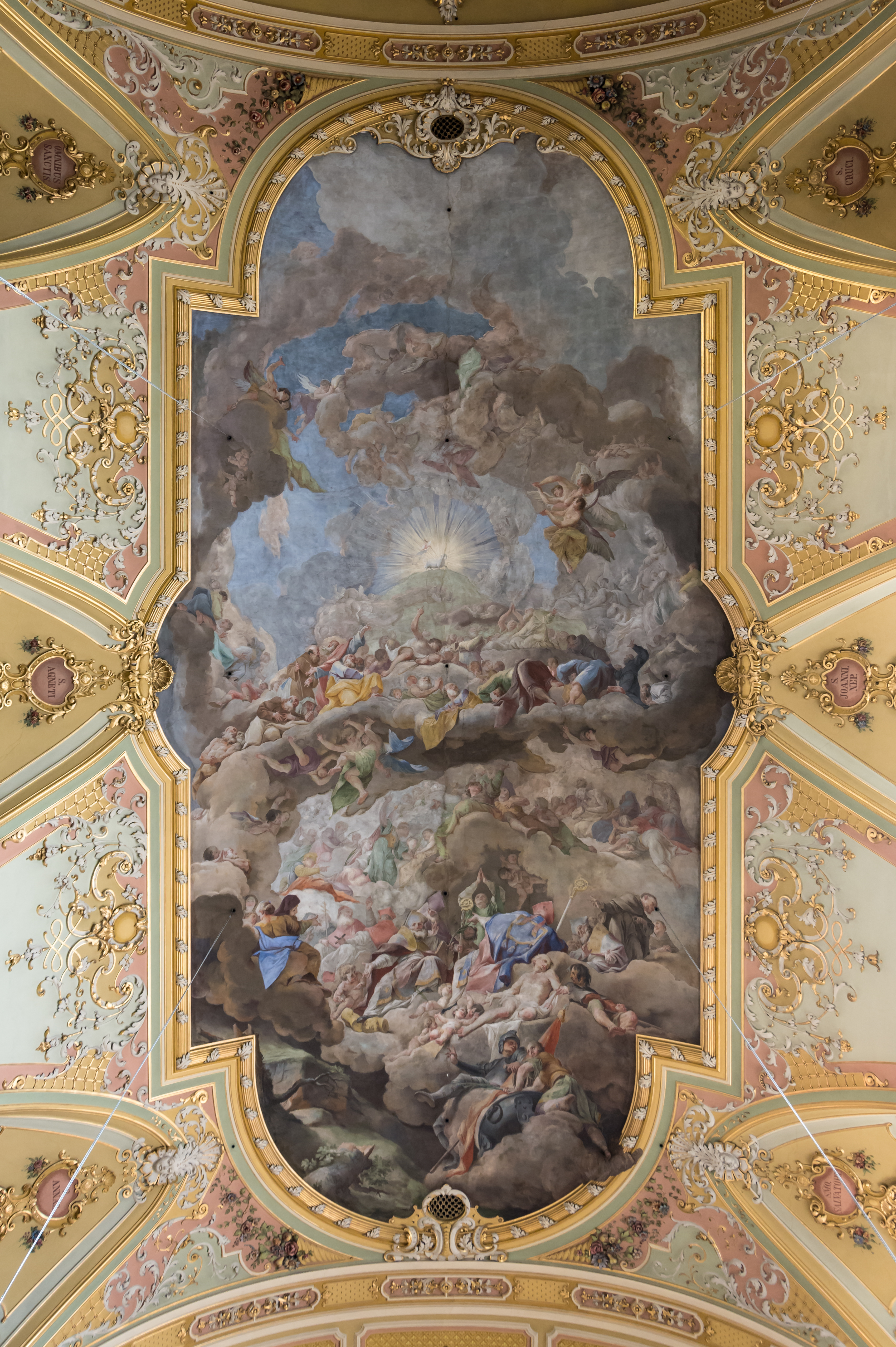
Deckengemälde von Paul Troger: Anbetung des Lammes

Im Jahre 1174 fiel die Münsteranlage einem Großbrand zum Opfer. In der Folge wurden unter den Bischöfen Richer von Hohenburg und Heinrich von Berchtesgaden beim Wiederaufbau bauliche Adaptierungen im Stile der Hochromanik vorgenommen. Das Langhaus wurde eingewölbt und ein einschiffiges Querhaus eingezogen. Der Dom wurde 1237 von Bischof Eberhard von Salzburg geweiht und nach weiteren Brandschäden 1274 nochmals geweiht. In der Zeit der Gotik wurden an den Dom mehrere Kapellen angebaut. Bedeutendere Umbauten gab es dann unter Bischof Nikolaus von Kues, der die Ostapsiden entfernen und diese mit einem gotischen Hochchor mit Spitzbogenfenstern und Netzgewölben ersetzen ließ. Unter der Leitung des Hofbaumeisters Hans Reichle erhielt der romanische Nordturm 1610–1613 seine heutige frühbarocke Form. Der Südturm wurde 1748 an den Nordturm angeglichen.
Fürstbischof Kaspar Ignaz Graf Künigl (1702–1747) befürwortete bereits am Beginn seiner langen Amtszeit eine grundlegende Renovierung des alten Gebäudekomplexes, während er vom Domkapitel zu einem barocken Neubau gedrängt wurde. Er zog es dann aber vor, zuerst seine Diözese in seelsorglicher Hinsicht zu stabilisieren (Volksmissionen), bevor er Hand an den Dom legen ließ. Erst 1745 war es soweit. Für die Durchführung des umfassenden Umbaus, der bis 1754 andauerte, wurde gewissermaßen die Creme des Tiroler Barocks in Brixen zusammengezogen: Josef Delai aus Bozen als Architekt, Teodoro Benedetti aus Mori als Stuckateur und Altarbauer, Stephan Föger aus Innsbruck, die auch an der Planung beteiligt waren; weiters Paul Troger aus Welsberg als Freskant, Joseph Schöpf aus Telfs als Maler der Altarblätter, Dominikus Moling aus Wengen als Gestalter der Altarstatuen, der Troger-Schüler Michelangelo Unterberger aus Cavalese als Maler des Hochaltarbildes. Die Bauleitung hatten unter anderem Josef Delai und die Priester Franz Penz und Georg Tangl inne. Am 10. September 1758 wurde das nahezu komplett umgestaltete Münster mit der Weihe durch Fürstbischof Leopold Graf Spaur vollendet. Die klassizistische Vorhalle wurde 30 Jahre später von Jakob Pirchstaller aus Trens fertiggestellt.
Im Jahr 1895 wurde das Freskenensemble Paul Trogers durch die Restaurierungsarbeiten von Albrecht Steiner von Felsburg nachhaltig verändert, indem er nicht nur dessen Scheinkuppel in der Vierung durch seinen „Triumph der Religionen“, sondern auch dessen gemalte Scheinarchitektur um das große Deckenbild in grün-grauer Tönung durch vergoldete und eingefärbte neubarocke Stuckaturen ersetzte; dem damaligen Zeitgeschmack kam das zwar entgegen, aus heutiger Sicht war es kein glücklicher Eingriff, auch wenn für das neue Kuppelgemälde ein Entwurf Paul Trogers für das Stift Geras in Niederösterreich als Vorlage diente.
Umfangreiche Restaurierungsarbeiten nahm 1985/86 die Werkstätte Peskoller aus Bruneck vor, wobei im Außenbereich die originalen Farbtönungen und die Barockornamentik wiederhergestellt und im Innenbereich die Deckenfresken gereinigt und die Stuck- und Wandfelder nachgefärbt wurden. 2001 wurde das Domdach neu eingedeckt und die Turmhelme wurden restauriert.

## Architektur

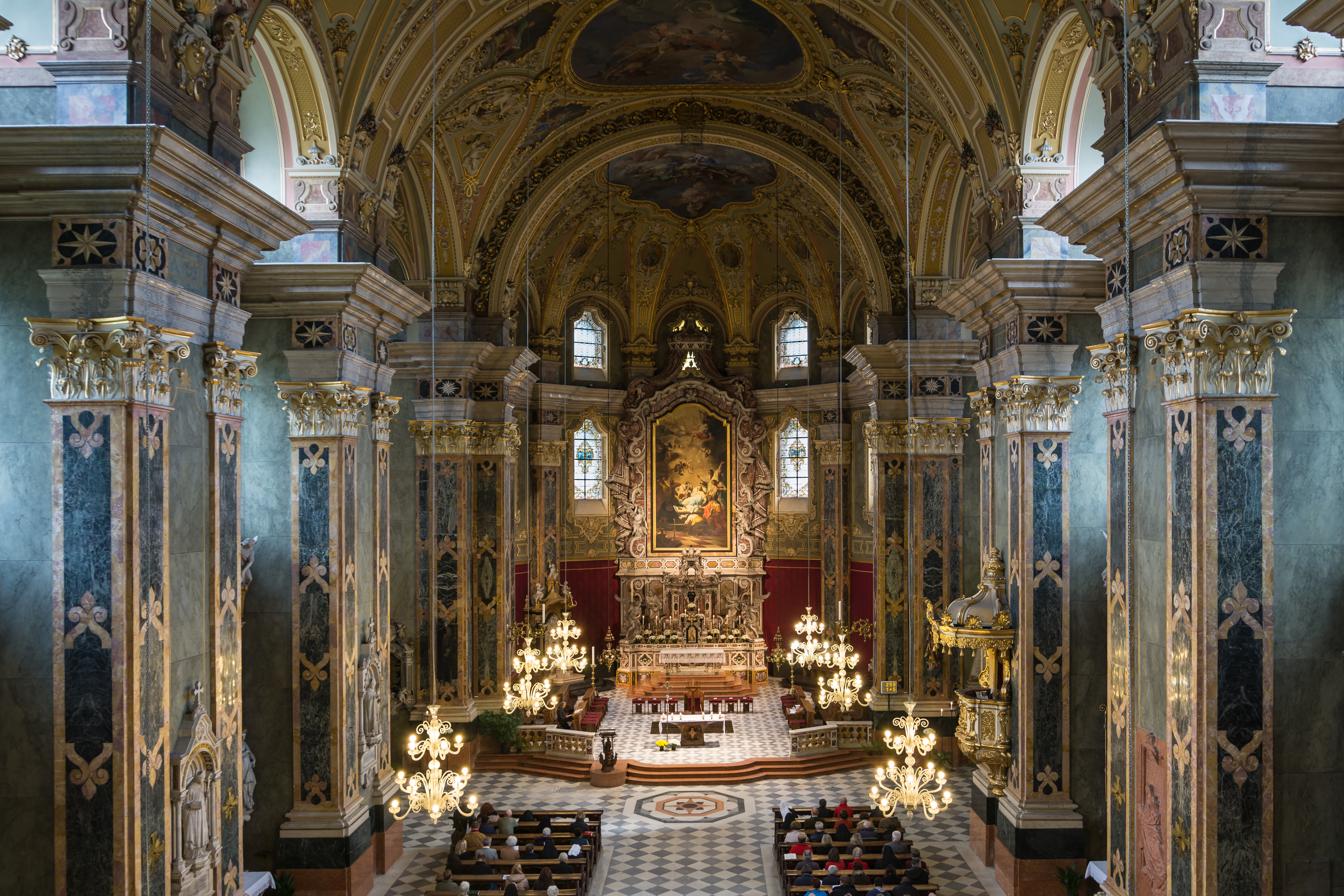
Innenraum des Brixner Doms

Die sich heute barock zeigende Kirche wurde 1758 geweiht, nachdem das ursprünglich romanische Münster nahezu vollständig umgebaut worden war. Die klassizistische Vorhalle wurde 1788 von Jakob Pirchstaller errichtet. Der einschiffige Innenraum ist 62,70 m lang, 21,50 m breit und 22,70 m hoch. Das Gotteshaus verfügt über eine bedeutende barocke Innenausstattung.
Die Deckenfresken stammen von dem berühmten Tiroler Barockmaler Paul Troger und sind die einzigen, die er in Tirol geschaffen hat. Sie bestehen aus dem großflächigen Gemälde der Anbetung des Lammes, aus dem Engelskonzert über der Orgelempore, dem heiligen Kassian als Lehrer und als Glaubensbote in den zwei Armen des Querschiffes und der Aufnahme Mariens in den Himmel über dem Hochaltar. Die von ihm ebenfalls geschaffene Scheinkuppel in der Vierung wurde 1895 durch den Triumph der Religion von Albrecht Steiner von Felsburg ersetzt, der auch die gemalte Scheinarchitektur Trogers um das Deckenbild mit vergoldeten Stuckaturen austauschte.
Am rechten Chorpfeiler befindet sich die sogenannte Leinberger Madonna, eine Statue der Maria mit Kind vom bayrischen Bildhauer Hans Leinberger aus der Zeit um 1520. Diese wertvolle Figur, im Stil am Übergang von der Gotik zur Renaissance, kam über München und Meran auf Initiative von Prälat Ludwig Kaas und Papst Pius XII. 1952 zum Bestand des Brixner Doms. Auf der linken Seite des Chorpfeilers ist ein Bronzerelief angebracht, das an den Südtiroler Chinamissionar Josef Freinademetz erinnert.

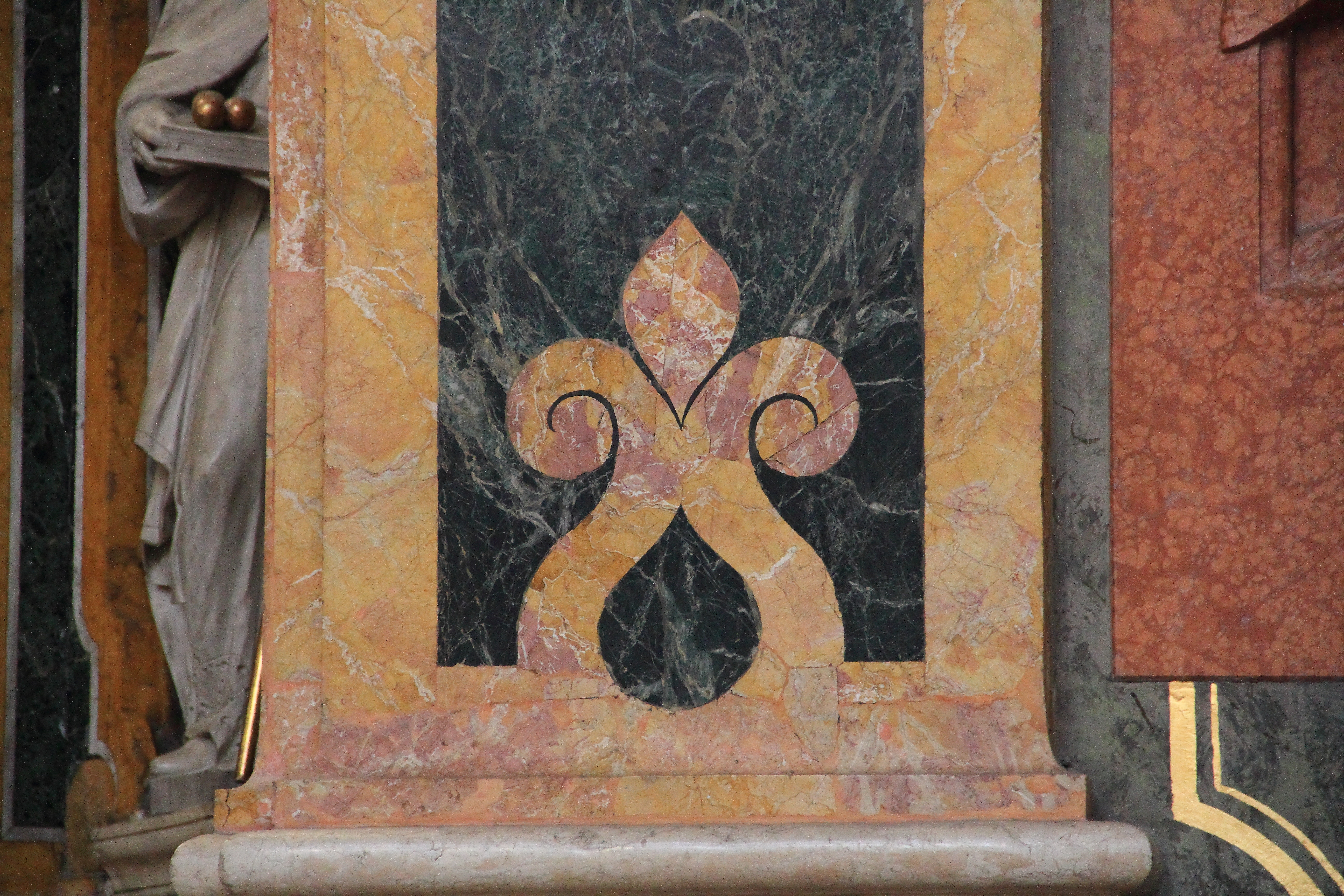
Typische Inkrustationsarbeit im Dom

Zu beiden Seiten des Hochaltars befinden sich Galerien des schwäbischen Bildhauers Joseph Stapf, die als Fürstenoratorien gedacht waren. Die Kommunionbank ist ein Werk des Theodor Benedetti und des Rupert Röck aus Gossensaß. Die Kanzel schuf der Brixner Bildhauer Josef Wieser. Sie zeigt das Relief Christus am Jakobsbrunnen (Joh 4,5-26 ). Das Chorgestühl und die Kirchenbänke aus Nussholz stammen vom Hoftischler Ferdinand Schwabl, dessen Werkstatt auch die Beichtstühle, die Möbel in den Sakristeien und die Portale herstellte. Die Sanctusleuchter im Chorraum stammen aus der 2. Hälfte des 15. Jahrhunderts aus Flandern. Eine der Hängeampeln wurde 1609 von Wolfgang Neidhardt in Augsburg hergestellt, die andere 1754 vom Brixner Glockengießer Josef Graßmair der anderen nachgebildet. Die Wandarme am Triumphbogen sind von 1686 und kommen aus Nürnberg.
Der bischöfliche Marmorthron wurde 1912 von der Firma Linser in Innsbruck hergestellt. Die Fenster stammen aus den Jahren 1894–1897. Die Glasluster kommen aus Murano und sind von 1992.

## Ausstattung

### Altäre

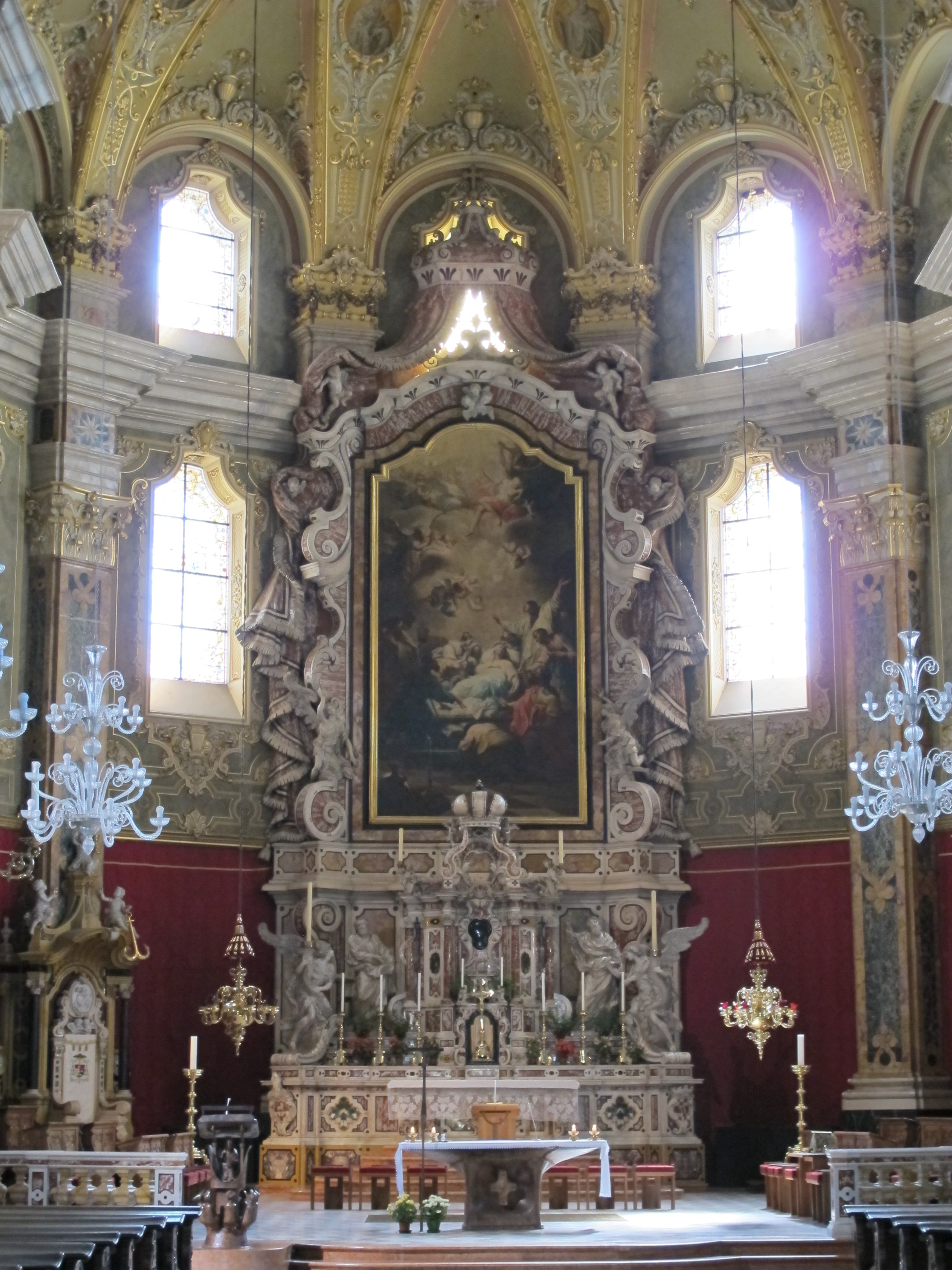
Hochaltar mit dem Gemälde von Michelangelo Unterberger

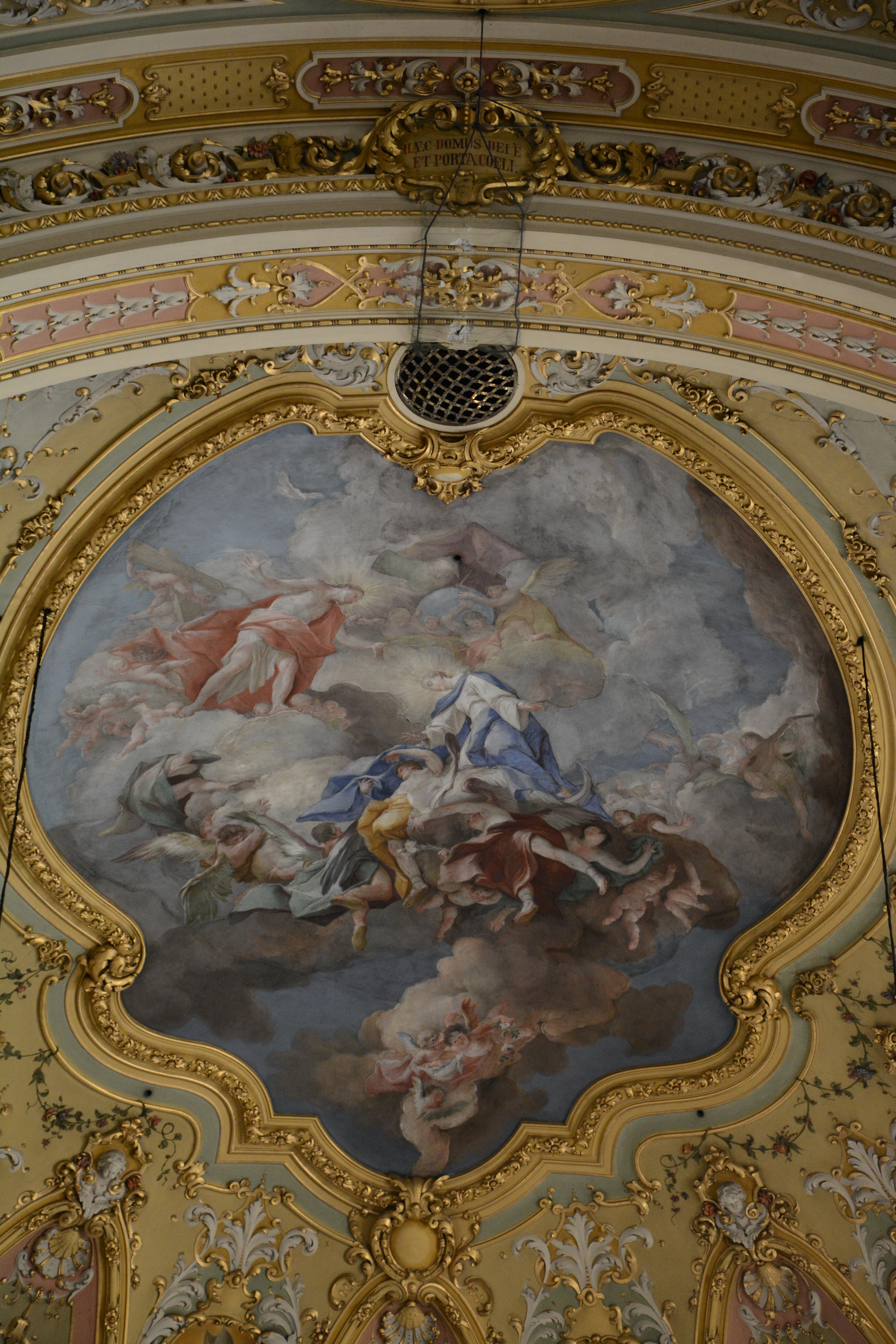
Deckenfresko von Paul Troger über dem Hochaltar: Aufnahme Mariens in den Himmel

#### Hochaltar
Der Hochaltar wurde 1753 von Teodoro Benedetti vollendet und ist einer der bedeutendsten Barockaltäre Tirols. Über der Mensa erhebt sich der mächtige oktogonale Tabernakelaufbau mit Kaiserkrone, den Marmorstatuen der Apostel Petrus und Paulus sowie zwei füllhorntragenden Engeln zu beiden Seiten vom Bildhauer Dominikus Moling aus Wengen. Das Hochaltarbild mit der Darstellung des Marientods ist ein Hauptwerk von Trogers Landsmann und Zeitgenossen Michelangelo Unterberger.

#### Volksaltar und Ambo
Der moderne Volksaltar stammt von Martin Rainer und wurde 1966 geschaffen. Auf dem aus Kupfer getriebenen Altar ist ein Relief des segnenden Christus zu sehen. Der gleiche Künstler schuf auch den Ambo, welches als Motiv die Bergpredigt zeigt.

#### Kassianaltar
Der Kassianaltar wurde 1754–1756 von Franz Faber aus Telfs hauptsächlich aus Rosso-di-Francia-Marmor errichtet. Im Sarkophag aus weißem Carrara-Marmor befinden sich die Reliquien der heiligen Bischöfe Ingenuin von Säben und Albuin von Brixen; ihre Statuen sind zwischen den seitlichen Säulen zu sehen. Das Altarbild schuf Paul Troger 1753; es stellt das Martyrium des heiligen Kassian dar. Das Relief im Altaraufsatz entstand nach einem Entwurf von Franz Sebald Unterberger. Es stellt die Totenfeier des heiligen Albuin dar. Der Altar wurde vom Domkapitel gestiftet.

#### Rosenkranzaltar
Der Rosenkranz- bzw. Sakramentsaltar wurde vom Trientner Steinbildhauer Francesco Oradini 1751–1753 aus weißem Brentonico-Marmor und schwarzem Bergamasco geschaffen. Zwischen vier Säulen sind die Statuen des heiligen Stephanus und des heiligen Laurentius zu sehen; Reliefs im Giebel zeigen den Abschied Jesu von den Aposteln sowie König David und den Propheten Jesaja. Das Altarbild der Rosenkranzkönigin mit dem heiligen Dominikus und der heiligen Katharina von Siena stammt von Franz Sebald Unterberger. Zu beiden Seiten des Altars hängen je acht Reliefmedaillons mit den Rosenkranzgeheimnissen, wahrscheinlich entstanden um 1611. Der Altar wurde von der Rosenkranzbruderschaft gestiftet.

#### Annenaltar
Der St.-Anna-Altar wurde 1762–1764 von Franz Faber aus gelbem Brentonico und violettem afrikanischem Pavonazzo geschaffen. Die Seitenfiguren stellen die heiligen Jungfrauen Katharina und Christina dar, im Giebelrelief ist die Anbetung der Könige zu sehen. Das Altarbild der hl. Anna mit Maria und Jesuskind, Joachim und Josef schuf Franz Linder aus Wien. Der Rokoko-Altar wurde von der St.-Anna-Bruderschaft gestiftet.

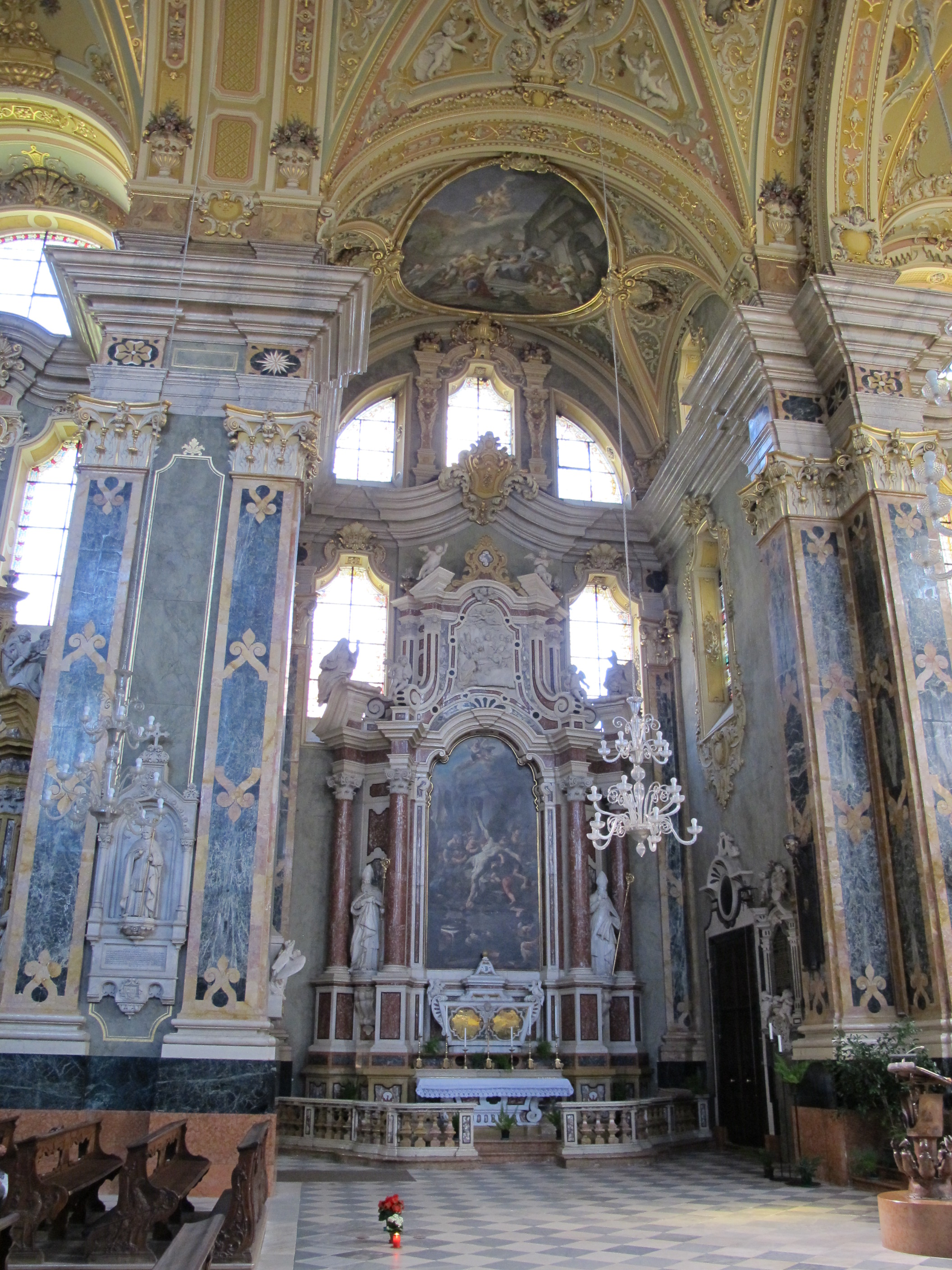
Kassianaltar

#### Salvatoraltar
Der Salvatoraltar stammt ebenfalls von Franz Faber und entstand 1763–1764. Er verwendete hierfür genuesischen Verde antico und gelben Torre-Marmor des Nonsbergs. Das Giebelrelief stellt den heiligen Augustinus dar, die Seitenfiguren aus weißem Carrara-Marmor die heiligen Bischöfe Martin und Nikolaus. Das Altarbild zeigt die Verklärung Christi auf dem Berg Tabor und wurde von Christoph Unterberger nach der „Transfiguration“ von Raffael gemalt. Der Altar wurde von der Salvatorbruderschaft gestiftet.

#### Agnesaltar
Der St.-Agnes-Altar ist ein weiteres Werk des Franz Faber, diesmal 1764–1766 aus sizilianischem Diaspro und weißem Carrara-Marmor geschaffen. Die Seitenstatuen stellen die Bischöfe Lukanus und Hartmann dar, im Aufsatz der hl. Leopold. Das Altarbild von Christoph Unterberger zeigt das Martyrium der hl. Agnes. Der Altar wurde von Fürstbischof Leopold Graf Spaur gestiftet.

#### Johannes-Nepomuk-Altar
Der Johannes-Nepomuk-Altar wurde 1754–1756 von Theodor Benedetti aus Brentonico- und Carrara-Marmor geschaffen. Er ist der erste klassizistische Altar in Tirol. Die Seitenskulpturen stammen von Dominikus Moling und stellen den hl. Christophorus und den hl. Oswald dar. Das Altarbild malte Gian Domenico Cignaroli in Wien. Der Altar wurde vom damaligen Brixner Domherren und späteren Kardinal Christoph Anton von Migazzi gestiftet.

#### Allerheiligenaltar
Der Allerheiligen-Altar entstand 1818–1819. Er wurde vom Steinbildhauer Paul Defant in Trient aus afrikanischem Pavonazzo, grünem Genueser und schwarzem Bergamasker Marmor nach einem Entwurf des Dombenefiziaten Franz Ainackerer errichtet. Die Seitenfiguren sind venezianische Rokoko-Arbeiten und stellen die hl. Barbara und die hl. Margarethe dar. Das Altarbild schuf Josef Schöpf aus Telfs im Jahr 1817. Der Altar wurde von den Domherren Hartmann und Joseph Freiherr von Enzenberg gestiftet.

#### Kreuzaltar
Der Hl.-Kreuz-Altar wurde ebenfalls von Paul Defant geschaffen, allerdings erst 1822, obwohl der Altar von dem schon 1789 verstorbenen Domherrn Josef Freiherr von Rohrbiß gestiftet worden war. Das Material besteht aus rostrotem Marmor aus Korfu, weißem Genueser und schwarzem Bergamasco. Die Seitenstatuen zeigen die Propheten Jesaja und Sacharja, im Altaraufsatz die Eherne Schlange, die zum gekreuzigten Christus auf dem Altarbild in Beziehung stehen, das Josef Schöpf bereits 1792 gemalt hat.

### Bischofsgräber

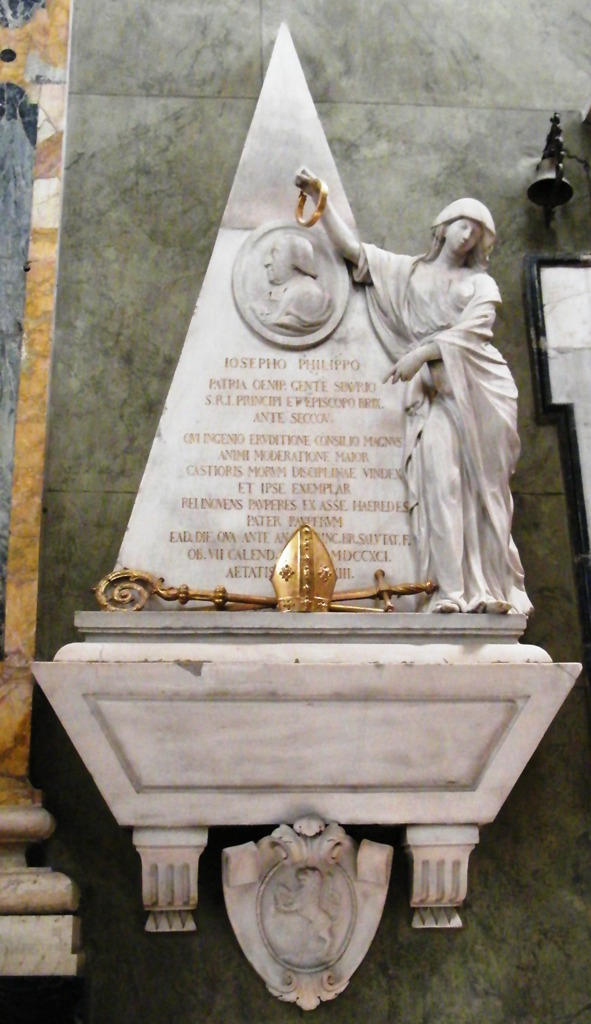
Grabmal von Joseph von Spaur

Im Brixner Dom wurden seit der Verlegung des Bischofssitzes von Säben nach Brixen um das Jahr 990 Bischöfe der Diözese Brixen (heute Diözese Bozen-Brixen) bestattet. Nach der Neuerrichtung der Kathedrale im barocken Stil 1745 wurden die alten Grabsteine vom Priester Joseph Resch aus dem Schutt gerettet; er ließ sie im Dombezirk anbringen. Die sterblichen Reste der Bischöfe ruhen heute in einem Gräberfeld im Querschiff; ihre Grabmäler sind an unterschiedlichen Stellen im und am Dom angebracht. Hier eine Liste von Bischöfen und ihren Grabmalen ohne Anspruch auf Vollständigkeit, mit Angabe der Amtszeit als Bischof von Brixen:
- Ingenuin (um 590) und Albuin (um 975–1006): Grabplatte am Ausgang des Kreuzganges mit einer Darstellung der beiden Bischöfe. Während von Ingenuin vermutlich Reliquien beim Bau der Kathedrale hierher verlegt wurden, war Albuin der erste Bischof von Brixen, der auch im Brixner Dom bestattet wurde.
- Ulrich Putsch (1427–1437): Sein Grabmal befindet sich am Hauptportal; rund um das Grabmal ist der Satz Hie leit bischof ulreich, dem ist ditz pild geleich eingemeißelt. Putsch gab das Grabmal zwei Jahre nach seiner Ernennung in Auftrag.
- Christoph Fuchs von Fuchsberg (1539–1542): Sein Grabmal im Kreuzgang zeigt ihn sanft schlafend.
- Christoph Andreas von Spaur (1601–1613): Sein Grabmal befindet sich vor dem Hauptportal rechts am Gemäuer der eng benachbarten Liebfrauenkirche.
- Daniel Zen (1627–1628): Das Grabmal dieses einzigen Ladiners unter den Brixner Bischöfen befindet sich vor dem Hauptportal links.
- Kaspar Ignaz von Künigl (1702–1747): Auf seinem Grabmal im Querschiff links ließ er einen Totenkopf als Mahnung, dass sich auch ein Bischof stets den Tod vor Augen halten müsse, einmeißeln.
- Joseph von Spaur (1779–1791): Sein Grabmal ist im Querschiff auf der rechten Seite angebracht.
- Johannes von Leiß (1880–1884), Simon Aichner (1884–1904), Joseph Altenweisel (1904–1912), Franz Egger (1912–1918) und Johannes Raffl (1921–1927): Die Büsten dieser fünf Bischöfe sind unter der Statue des guten Hirten auf einem gemeinsamen Grabmal im Kirchenschiff abgebildet.
- Johannes Geisler (1930–1952): Sein Grabmal gab er beim Diözesankonservator Karl Wolfsgruber in Auftrag. Die Darstellung wurde anhand eines Fotos, das Geisler mit Stola auf einem Betschemel kniend zeigt, gefertigt. Diesen Schemel hatte auch Papst Benedikt bei einem Urlaubsaufenthalt in der Kapelle des Priesterseminars benutzt.
- Joseph Gargitter (1952–1986): Gargitter war der letzte Bischof der Diözese Brixen und der erste Bischof der neuen Diözese Bozen-Brixen. Sein Grabmal ist eine Bronzearbeit des Künstlers Martin Rainer aus Brixen. Der überdimensionierte Zeigefinger der Figur weist zum Altar der Kathedrale hin.
- Wilhelm Egger (1940–2008): Egger war von 1986 bis 2008 Bischof von Bozen-Brixen. Er wurde am 21. August 2008 im linken Querschiff des Brixner Domes beigesetzt.
- Karl Golser (1943–2016): Golser war von 2009 an Bischof der Diözese Bozen-Brixen, bis er 2011 aus gesundheitlichen Gründen zurücktrat. Am 30. Dezember 2016 wurde er neben seinem Amtsvorgänger  beigesetzt.

### Kreuzgang

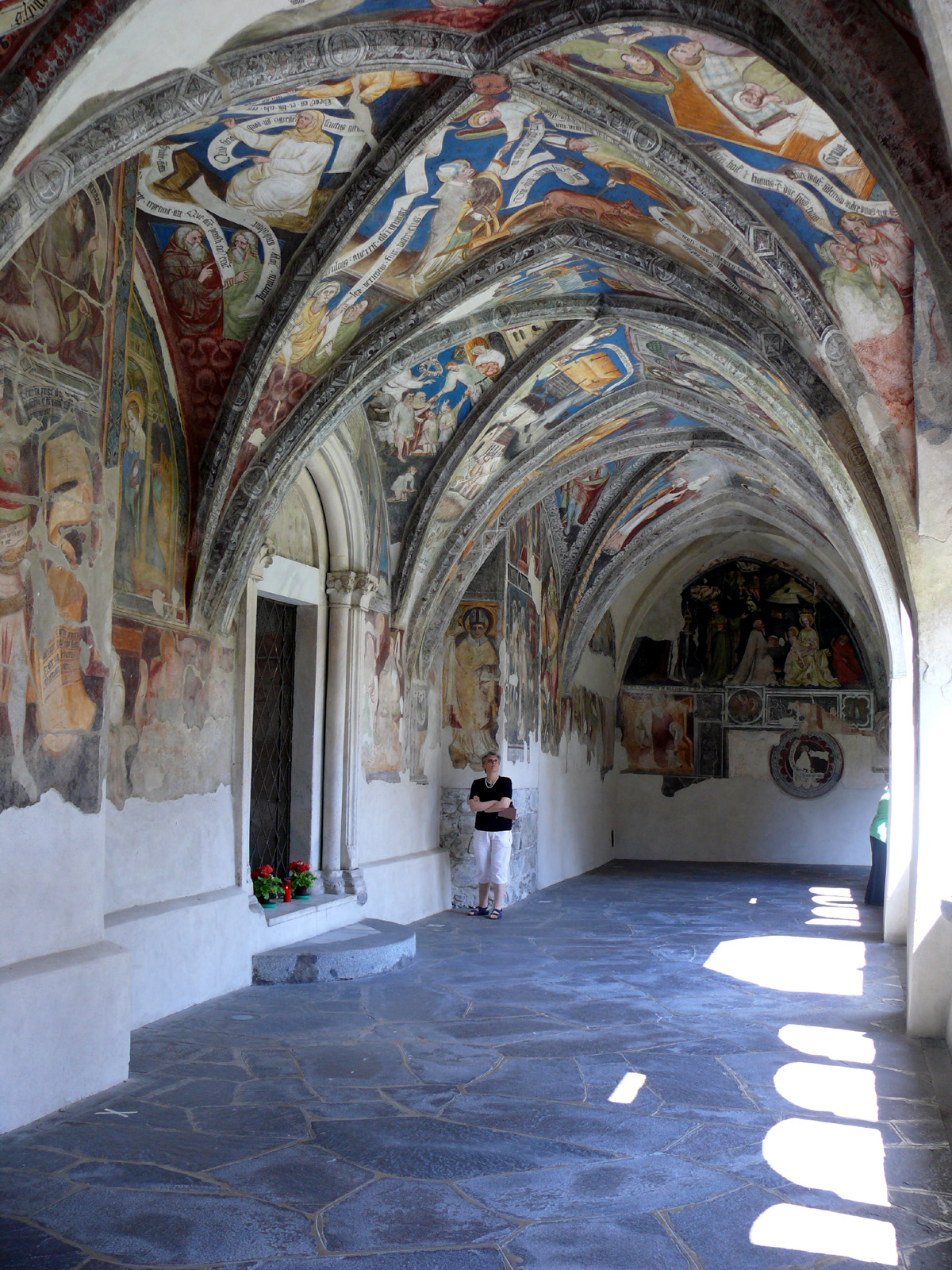
Fresken im Kreuzgang

Der Kreuzgang südlich des Domes, mit diesem durch einen Zugang verbunden, zählt zu den bedeutendsten Kunstdenkmälern Südtirols. Er geht bereits auf eine vorromanische Anlage zurück. Nach dem Brand des Domes 1174 sowie um 1200 erfolgten Umgestaltungen. Es wird angenommen, dass diese von Bischof Friedrich von Erdingen (1375–1396) veranlasst und durch den im Kreuzgang bestatteten Meister Utz(o) durchgeführt wurden. In späterer Zeit erfolgten mit kleinen Ausnahmen kaum noch Veränderungen des Kreuzganges.
Die Bemalung setzte nach der gotischen Umgestaltung des Kreuzganges ein und erfolgte während des ganzen 15. Jahrhunderts schrittweise, meist im Auftrag der Domherren, die dort bestattet wurden. Die Namen der Künstler sind meist unbekannt, aufgrund stilistischer Analysen kann man jedoch auf die Herkunft der Maler schließen: Darunter befanden sich viele Einheimische, aber auch wandernde Künstler aus Italien und Deutschland. Man unterscheidet Bilder im weichen Stil (1390–1440) mit idealisierten Gestalten und Motiven, beginnenden Naturalismus der Spätgotik um die Mitte des 15. Jahrhunderts und die Spätkunst des Mittelalters, die Landschaft und Körper beherrschte, im letzten Drittel des 15. Jahrhunderts. Die Fresken wurden in den letzten Jahrzehnten vom Südtiroler Denkmalamt restauriert und befinden sich in gutem Zustand.

### Johanneskapelle

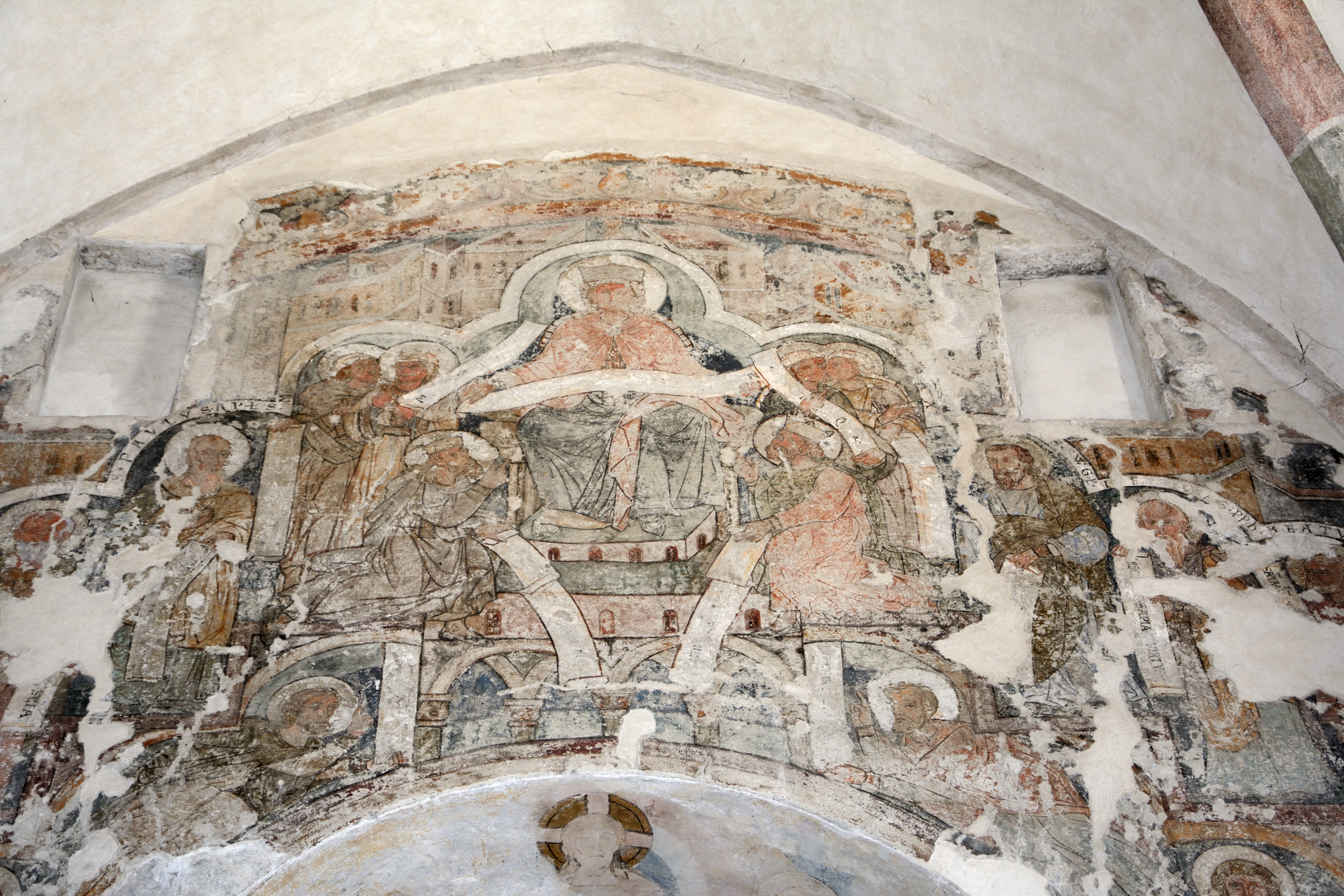
Romanisches Fresko die alttestamentliche Weisheit in der Johanneskapelle (um 1220)

An der Südwestecke des Dombezirks steht die Johanneskapelle, die von der 3. Arkade des Kreuzgangs betreten wird. Sie dürfte schon beim ersten Münsterbau im 10. Jahrhundert entstanden sein und war Taufkapelle und bischöfliche Hofkapelle. Das hohe Kirchenschiff trägt ein steiles gotisches Zeltdach, die gemauerte Empore und das Kreuzgratgewölbe stammen aus dem 14. Jahrhundert.
Besonders bedeutend sind die romanischen Fresken, die die scholastisch-mystische Symboltheologie des 13. Jahrhunderts widerspiegeln. Ebenfalls von Bedeutung sind die frühgotischen Fresken aus der 1. Hälfte des 14. Jahrhunderts im Linearstil. Theophil Melicher aus Wien hat 1900–1902 die Fresken der Johanneskapelle restauriert und leere Flächen mit neuen Bildern und Ornamenten ausgefüllt.

### Frauenkirche

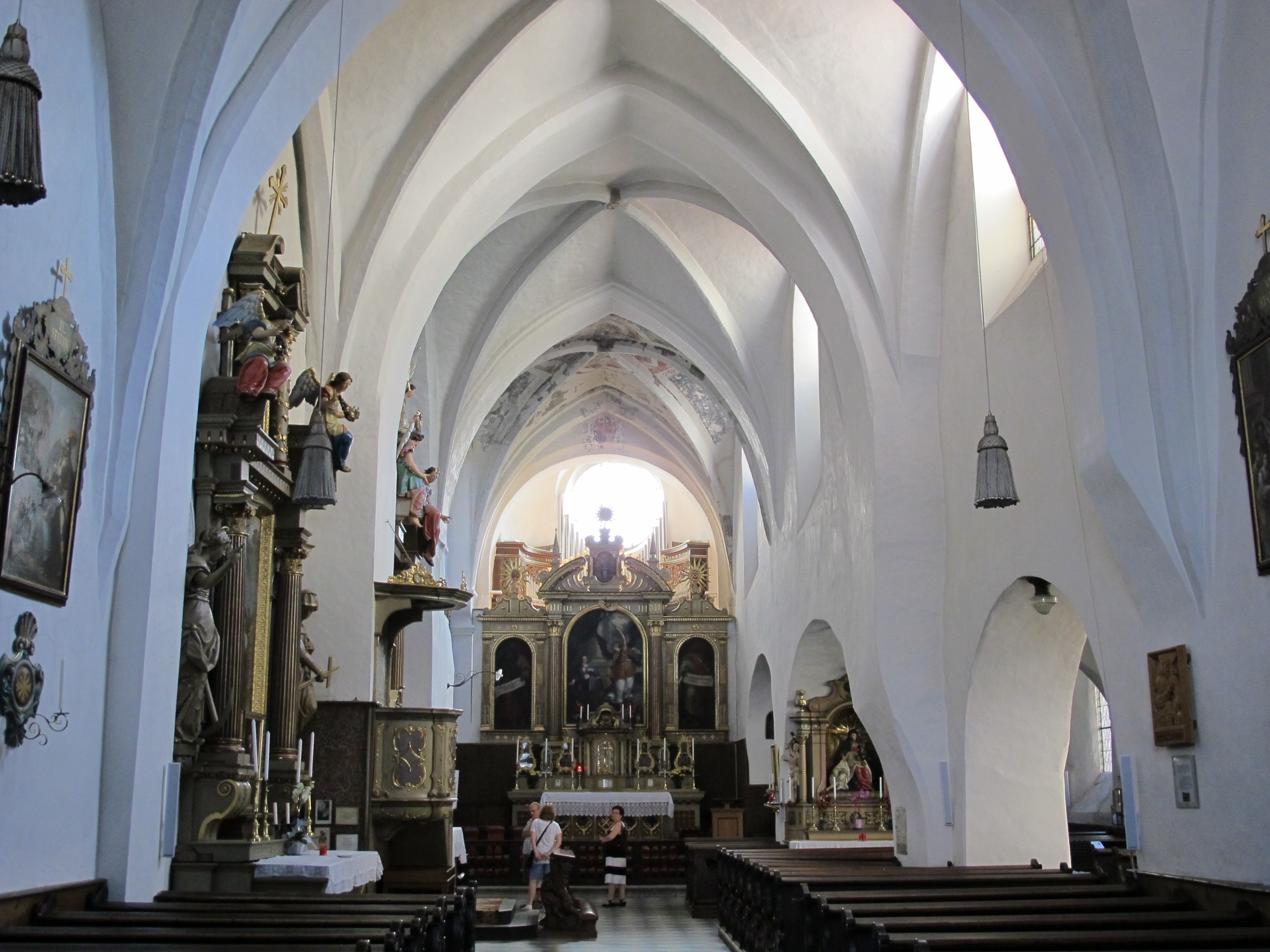
Innenraum der Frauenkirche mit Blick zum Hochaltar

Die Frauenkirche ist eine Nebenkirche des Doms. Bischof Konrad von Rodank (1200–1216) ließ die Marienkapelle im Kreuzgang erneuern und durch seinen Hofmaler Hugo um 1215 mit Fresken ausmalen. Die ursprünglich einschiffige Kirche, die heute über ein Haupt- und ein Seitenschiff verfügt, wurde Ende des 18. Jahrhunderts als Flügelelement der Fassade des Doms eingegliedert.
Die romanischen Fresken der sind von hervorragender Qualität, jedoch nur noch in Teilen erhalten. Die Kirche verfügt über mehrere Altäre, die alle aus dem 17. Jahrhundert stammen.

### Domplatz und Lebensbrunnen

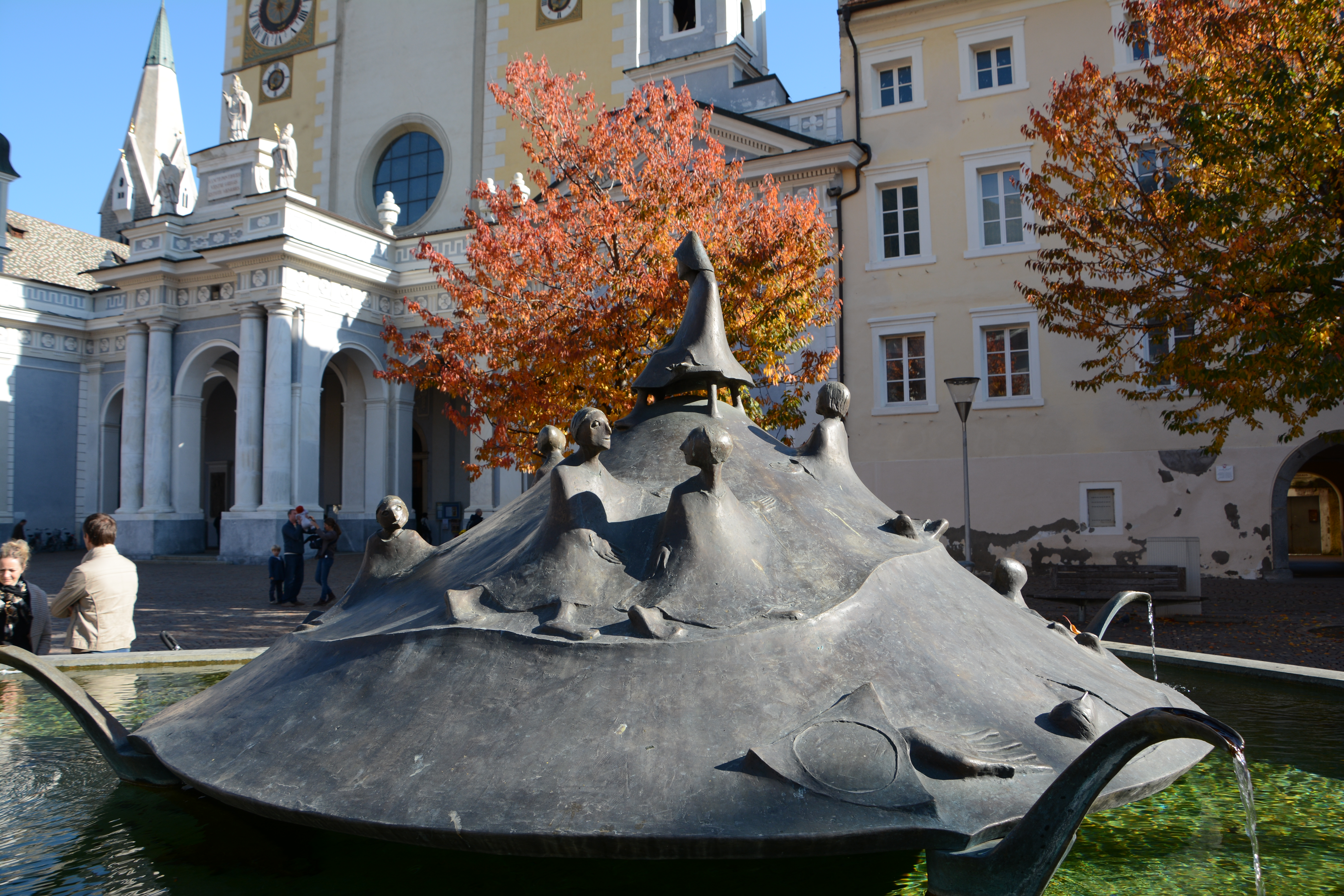
Lebensbrunnen am Domplatz

Am Domplatz befindet sich der Lebensbrunnen, geschaffen vom Südtiroler Künstler Martin Rainer (1923–2012). Der Brunnen stellt die verschiedenen Lebensphasen des Menschen und den Kreislauf des Lebens als Spirale dar, die aus Gottes Hand entspringt und in Gottes Hand zurückkehrt.

## Orgeln

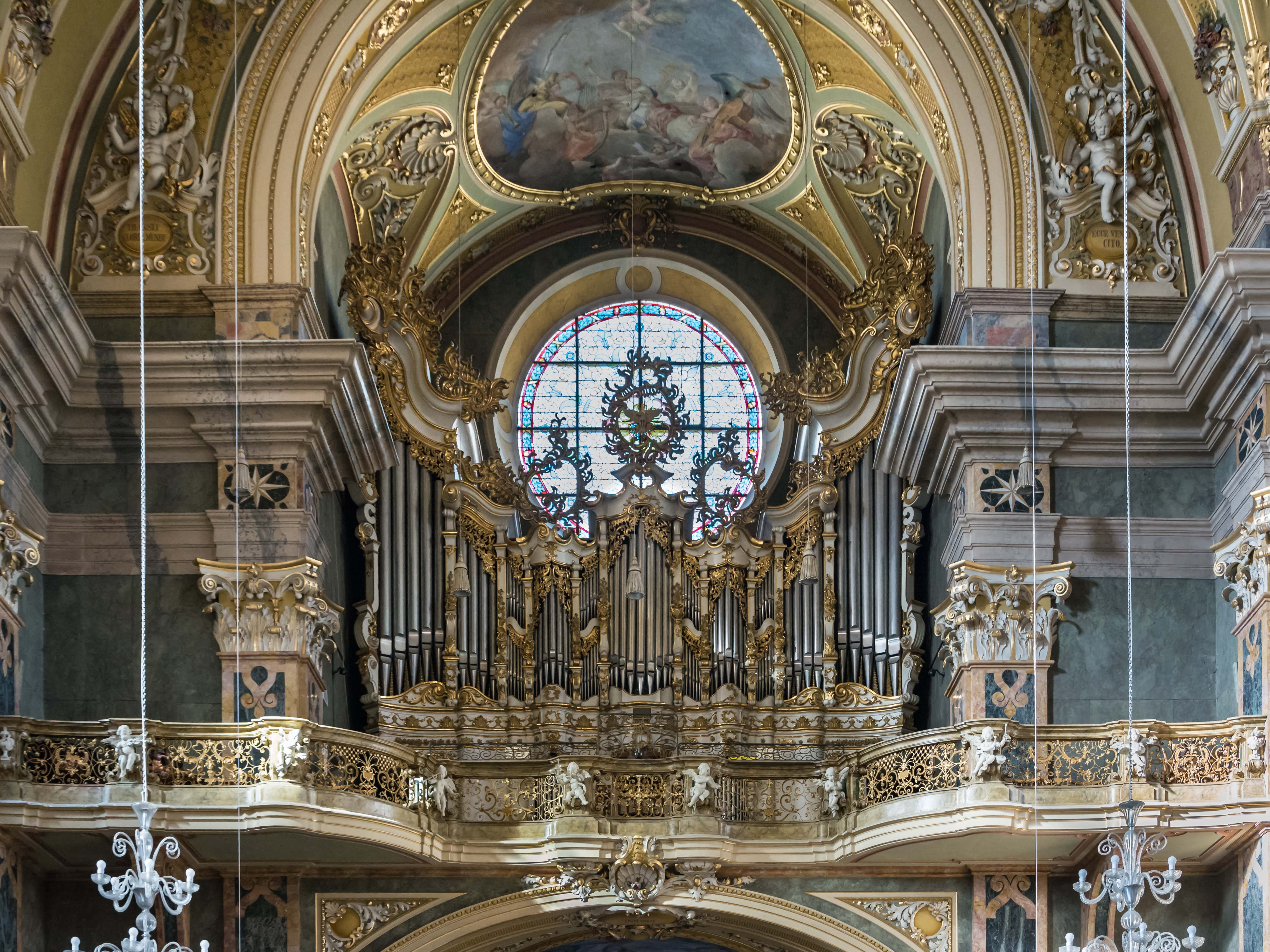
Westempore mit Hauptorgel

Die erste urkundlich gesicherte Nachricht über eine Orgel im Dom von Brixen stammt aus dem Jahr 1531. Von dem sonst wenig bekannten Meister Kaspar wurden im Dom zwei unterschiedlich große Orgeln aufgestellt, deren Disposition aber nicht überliefert sind. Der ursprüngliche Standort der Instrumente war vorne rechts neben dem Presbyterium, wo heute die Tür vom Rosari-Altar (Sakramentsaltar) in die Süd-Sakristei führt. 1620–1622 wurden die Domorgeln vom bekannten Orgelbaumeister Andreas Butz einer Reparatur unterzogen und umgebaut. 
In den Jahren 1690/1691 erbaute Eugenio Casparini aus dem Etschtal, wie es im Kapitelprotokoll des Jahres 1689 heißt, eine neue Orgel. Nach den Plänen des alten Domes waren zur Zeit des Abbruches 1745 zwei Orgeln im Dom aufgestellt; eine Orgel an der oben erwähnten Stelle, die andere am westlichen Ende des Priesterchores.
Obwohl bis zum Neubau des Domes 1746–1754 unter Fürstbischof Kaspar Ignaz Graf Künigl (1702–1747) und Fürstbischof Leopold Graf Spaur (1747–1778) die Orgel regelmäßig verwendet worden war, wurde 1756 Franz Simnacher aus Angelberg bei Mindelheim mit dem Bau eines neuen Instrumentes beauftragt. Nach Simnachers Tod 1757 setzte dessen Schwager Alexander Holzhay den Orgelbau fort, der im November 1758 abgeschlossen wurde. Die Orgel umfasste damals 43 (oder 44) Register, einschließlich eines Glockenspiels und anderer Effektregister. Aus dieser Zeit stammt auch das elfachsige Gehäuse vom Brixner Hoftischler Johann Georg Schwab.
Nach dem Abschluss der Domrestaurierung im Jahr 1898 erhielt der Brixner Dom eine neue zweimanualige Orgel mit 40 Registern auf pneumatischen Kegelladen, erbaut durch die Gebrüder Mayer aus Feldkirch. Sie wurde 1931 von Dreher & Flamm aus Salzburg umgebaut, auf 60 Register mit elektropneumatischer Traktur erweitert und erhielt zwei neue dreimanualige Spieltische (die Chororgel war dem III. Manual zugeordnet). Weitere Umbauten erfolgten 1967 durch Reinisch-Pirchner.

### Hauptorgel

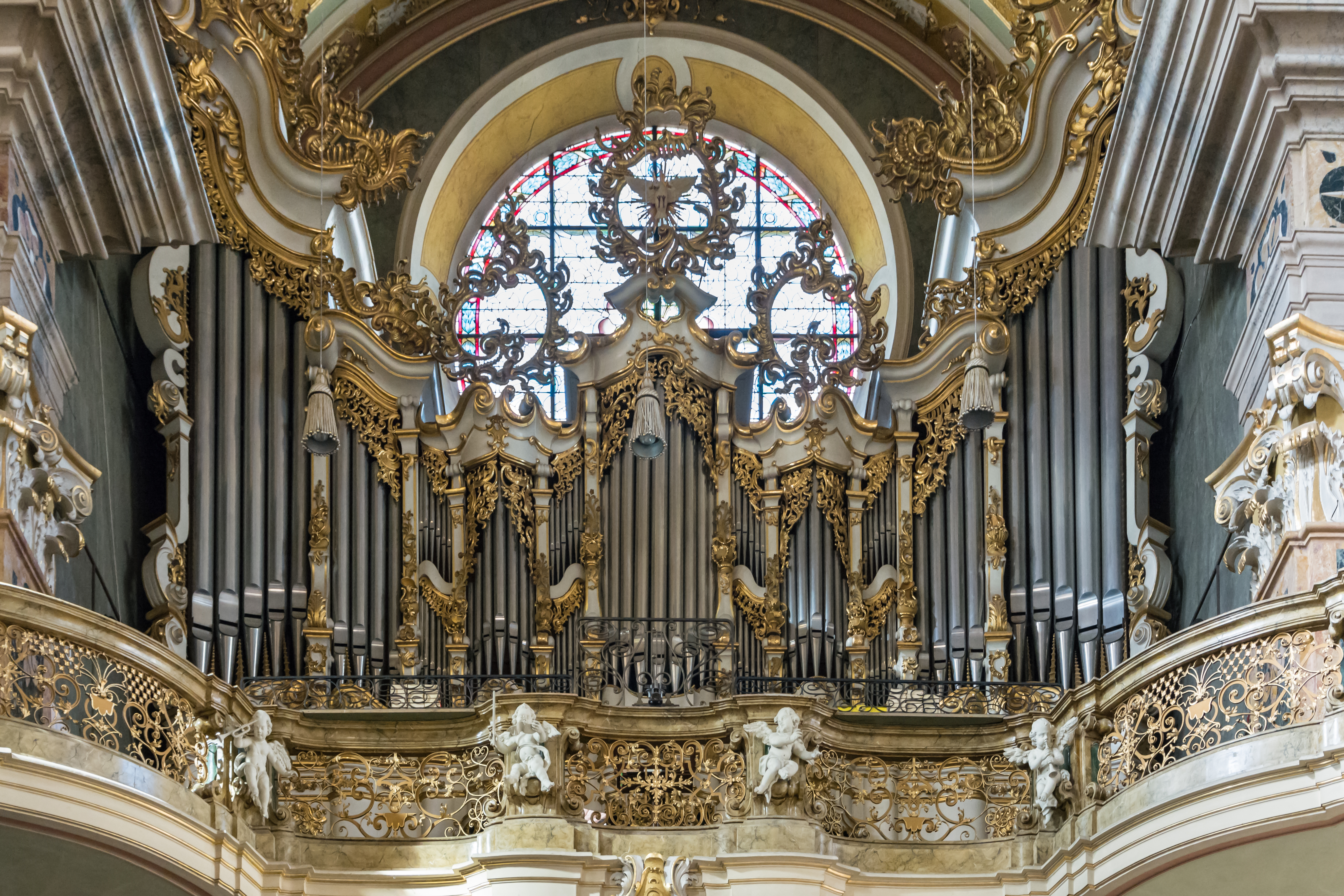
Hauptorgel von Pirchner (1980)

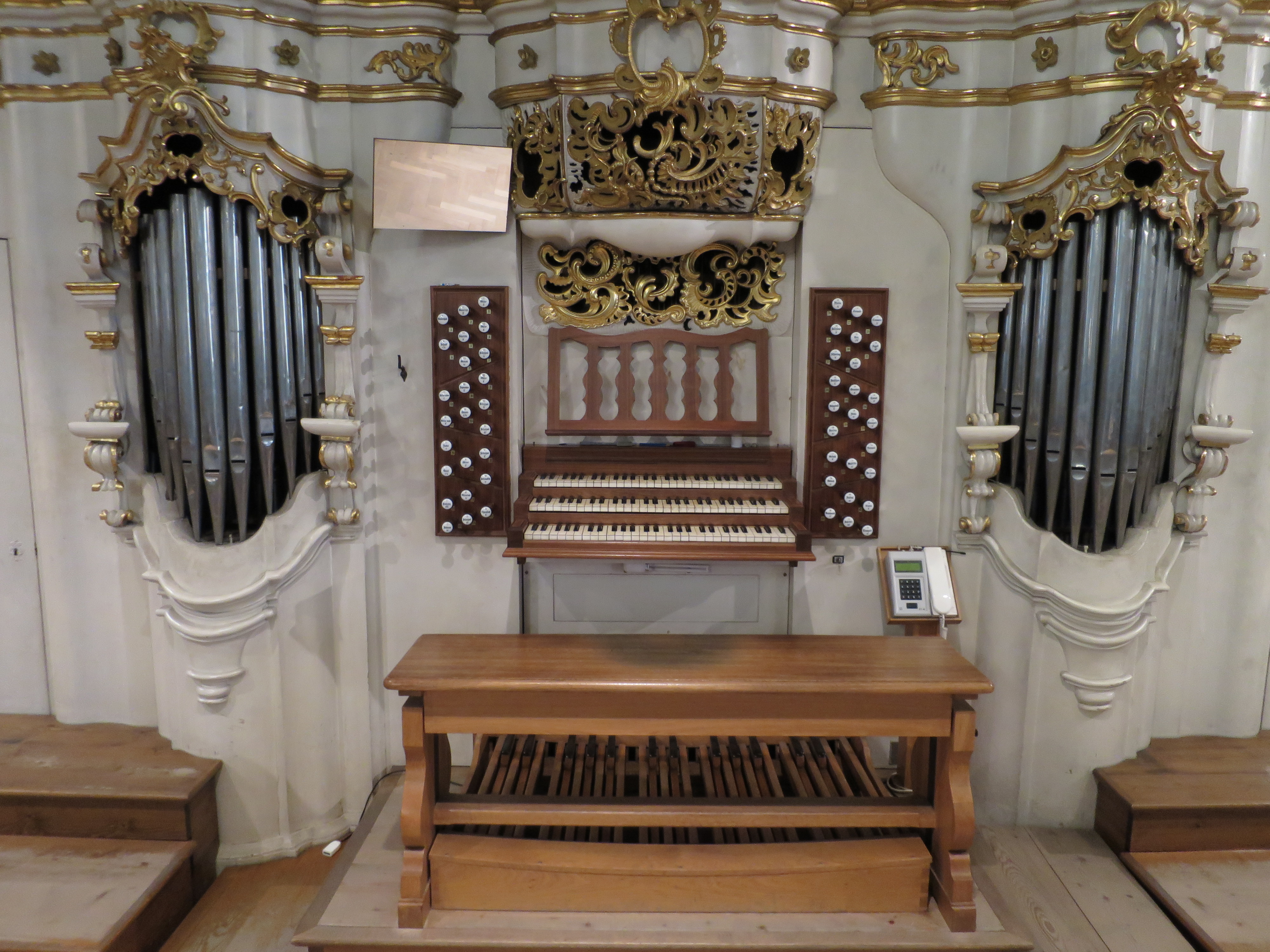
Spieltisch Pirchner-Orgel (1980)

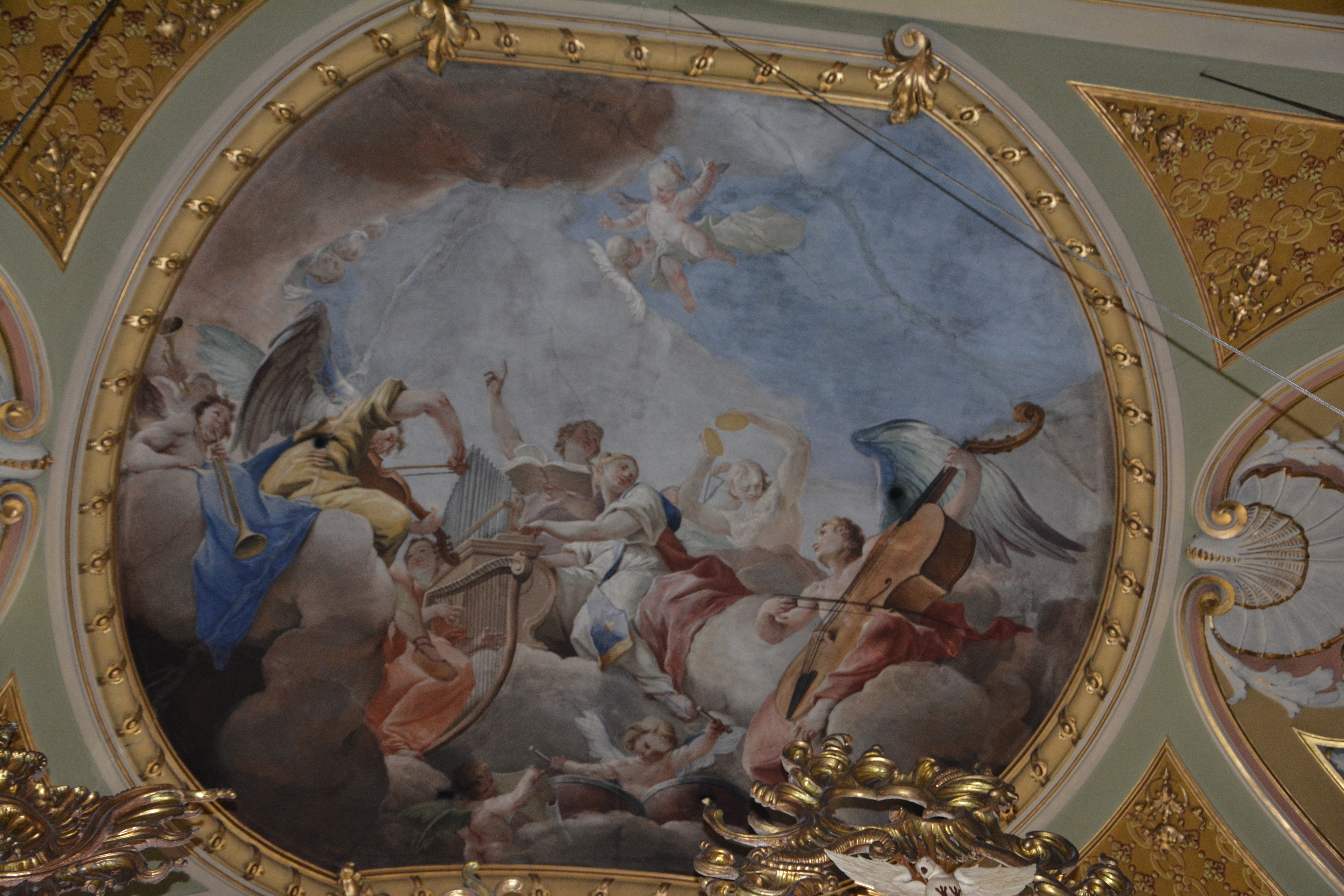
Fresko von Paul Troger über der Orgel: Engelskonzert

Die Orgelbaufirma Johann Pirchner in Steinach am Brenner wurde 1977 mit dem Neubau einer Orgel beauftragt. Diese wurde am 4. Oktober 1980 durch Diözesanbischof Joseph Gargitter geweiht. Organist bei der Orgelweihe war Franz Lehrndorfer. Die Hauptorgel umfasst 48 Register (mit insgesamt 3.335 Pfeifen) auf drei Manualen und Pedal (mechanische Schleifladen). Das Schwab-Gehäuse von 1758 wurde übernommen und von der Firma Peskoller aus Bruneck ergänzt und neu vergoldet. Das alte Schalenglockenspiel erhielt seinen ursprünglichen Platz über dem Spielschrank hinter dem Schnitzwerkkorb, der vom Bildhauer Hackhofer aus Brixen geschnitzt wurde.
Die Disposition wurde von Egon Krauss, Otto Rubatscher, Josef Knapp und dem Orgelbauer Johann Pirchner entworfen.
| I Unterwerk C–g3 |               |       |
| 1.               | Metallgedackt | 8′    |
| 2.               | Portunalflöte | 8′    |
| 3.               | Prinzipal     | 4′    |
| 4.               | Gedackt       | 4′    |
| 5.               | Oktav         | 2′    |
| 6.               | Waldflöte     | 2′    |
| 7.               | Quint         | 1 ⁄3′ |
| 8.               | Zimbel III    | 1′    |
| 9.               | Vox humana    | 8′    |
|                  | Tremolo       |       |

| II Hauptwerk C–g3 |                     |       |
| 10.               | Prinzipal           | 16′   |
| 11.               | Bordun              | 16′   |
| 12.               | Prinzipal           | 08′   |
| 13.               | Rohrgedeckt         | 08′   |
| 14.               | Viola               | 08′   |
| 15.               | Oktav               | 04′   |
| 16.               | Nachthorn           | 04′   |
| 17.               | Gemshorn            | 04′   |
| 18.               | Quinte              | 2 ⁄3′ |
| 19.               | Superoktav          | 02′   |
| 20.               | Mixtur major VI-VII | 02′   |
| 21.               | Mixtur minor IV     | 01′   |
| 22.               | Kornett V (ab c0)   | 08′   |
| 23.               | Trompete            | 08′   |

| III Positiv C–g3 |                      |        |
| 24.              | Prinzipal            | 08′    |
| 25.              | Schwebung            | 08′    |
| 26.              | Gedeckt              | 08′    |
| 27.              | Salizional           | 08′    |
| 28.              | Oktave               | 04′    |
| 29.              | Rohrflöte            | 04′    |
| 30.              | Violine              | 04′    |
| 31.              | Nasat                | 2 ⁄3′  |
| 32.              | Oktav                | 02′    |
| 33.              | Quarte de Nazard     | 02′    |
| 34.              | Terz                 | 1 3⁄5′ |
| 35.              | Scharff IV           | 1 ⁄3′  |
| 36.              | Fagott               | 16′    |
| 37.              | Cromorne             | 08′    |
|                  | Glockenspiel (c0–c3) | 2'     |
|                  | Tremolo              |        |

| Pedal C–f1 |               |       |
| 38.        | Untersatz     | 32′   |
| 39.        | Prinzipalbaß  | 16′   |
| 40.        | Subbaß        | 16′   |
| 41.        | Oktavbaß      | 08′   |
| 42.        | Gemshornbaß   | 08′   |
| 43.        | Choralbaß     | 04′   |
| 44.        | Hintersatz IV | 2 ⁄3′ |
| 45.        | Posaune       | 16′   |
| 46.        | Trompete      | 08′   |
| 47.        | Clarine       | 04′   |

- Koppeln: I/II, III/II, I/P, II/P, III/P

### Chororgel

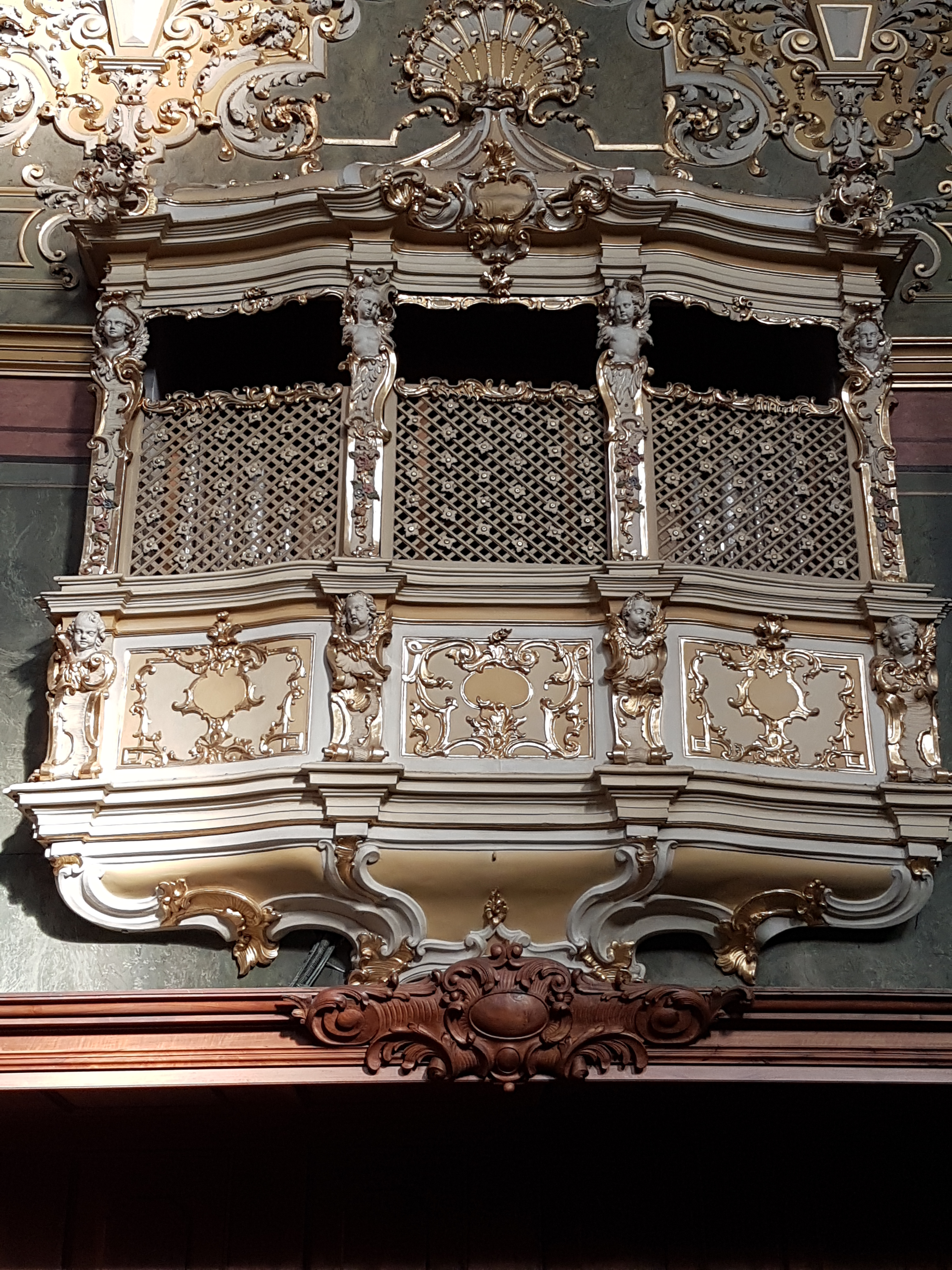
Nördliche Oratoriumsloge, in der sich die Chororgel befindet

Bis 1931 gibt es keinen Nachweis einer Orgel im Altarraum. Erst beim Bau einer neuen Hauptorgel mit elektropneumatischer Spieltraktur wurde im Presbyterium im linken Oratorium eine kleinere Orgel eingebaut, die man auch vom III. Manual der Hauptorgel aus spielen konnte. Die elektrische Verbindung beider Orgeln wurde beim Bau der neuen Hauptorgel 1977–1980 aufgegeben. 
1997 wurde eine neue zweimanualige Chororgel mit 20 Registern und elektrischen Trakturen von Johann Pirchner gebaut und eingeweiht. Im Gedenken an das 250. Todesjahr von Fürstbischof Künigl, unter dem der Bau des barocken Domes begonnen wurde, wurde dieses Instrument „Chororgel Fürstbischof Kaspar Ignaz Graf Künigl“ benannt. Die Disposition lautet:
| I Hauptwerk |           |       |
| 1.          | Gedeckt   | 16′   |
| 2.          | Prinzipal | 08′   |
| 3.          | Rohrflöte | 08′   |
| 4.          | Viola     | 08′   |
| 5.          | Oktave    | 04′   |
| 6.          | Hohlflöte | 04′   |
| 7.          | Quinte    | 2 ⁄3′ |
| 8.          | Oktave    | 02′   |
| 9.          | Mixtur VI |       |

| II Schwellwerk |                 |       |
| 10.            | Copl            | 8′    |
| 11.            | Salizional      | 8′    |
| 12.            | Prinzipal       | 4′    |
| 13.            | Rohrflöte       | 4′    |
| 14.            | Waldflöte       | 2′    |
| 15.            | Rauschquinte II | 2 ⁄3′ |
| 16.            | Oboe            | 8′    |
|                | Tremolo         |       |

| Pedal |            |     |
| 17.   | Subbass    | 16′ |
| 18.   | Oktavbass  | 08′ |
| 19.   | Choralbass | 04′ |
| 20.   | Fagott     | 16′ |

- Koppeln: II/I, I/P, II/P
- Spielhilfen: Piano-Pedal, Zungen ab, Feste Kombinationen (Piano, Mezzoforte, Forte, Tutti)

## Glocken
Das Geläut des Domes besteht aus acht Glocken. Die große Sextglocke hängt für sich im Nordturm (Sextturm), die übrigen Glocken befinden sich im Südturm. Die Alte Primglocke ist die älteste Glocke des Domes. Alle Glocken sind bis auf letztere mit Klöppelfängern ausgestattet.
Im Südturm befindet sich neben der großen Glocke noch eine Uhrschlagglocke, Gewicht und Ton unbekannt.
| Nr. | Name (Funktion)         | Gussjahr | Gießer, Gussort           | Durchmesser (mm) | Masse (kg) | Schlagton (HT-1/16) | Turm |
| 1   | Sext                    | 1838     | Johann Grassmayr, Wilten  | 1.830            | 3.894,5    | a0 +1               | Nord |
| 2   | Maria                   | 1922     | Luigi Colbacchini, Trient | 1.470            | 1.873,0    | cis1 −4             | Süd  |
| 3   | Petrus und Paulus       | 1922     | Luigi Colbacchini, Trient | 1.180            | 935,0      | e1 −4               | Süd  |
| 4   | Cassianus               | 1922     | Luigi Colbacchini, Trient | 1.080            | 786,0      | fis1 −4             | Süd  |
| 5   | Ingenuinus und Albuinus | 1922     | Luigi Colbacchini, Trient | 900              | 454,0      | a1 −4               | Süd  |
| 6   | Hertmannus              | 1922     | Luigi Colbacchini, Trient | 710              | 231,0      | cis2 −8             | Süd  |
| 7   | Odilia                  | 1922     | Luigi Colbacchini, Trient | 590              | 111,0      | dis2 −4             | Süd  |
| 8   | Alte Primglocke         | 1532     | unbekannt                 | 430              | ≈50,0      | ?                   | Süd  |